# Emmily Talpe
Emmily Talpe (Poperinge, 1 november 1975) is een Belgisch juriste en politica voor Open Vld. Ze is gewezen burgemeester van de stad Ieper en voormalig Vlaams Parlementslid. 

## Levensloop
Talpe groeide op in Ieper. Ze doorliep haar secundaire studies aan het Lyceum Onze-Lieve-Vrouw ter Nieuwe Plant te Ieper en studeerde vervolgens in 1998 af als licentiate in de rechten aan de Universiteit Gent. Ze specialiseerde zich in contractrecht en verbintenissenrecht. Beroepshalve werd Talpe van 2000 tot 2008 juriste in een accountantskantoor. In 2008 opende zij een eigen juridisch kantoor in Ieper, waarbij ze juridisch advies ging verlenen aan kmo's en grote beursgenoteerde bedrijven en dat ze tot in 2019 uitbaatte.
Bij de gemeenteraadsverkiezingen van 2006 kon ze in Ieper een zitje in de OCMW-raad bemachtigen. In 2010 werd zij voorzitster van de Ieperse Open Vld-afdeling. Bij de gemeenteraadsverkiezingen van 2012 trok Talpe de Open Vld-lijst in de gemeente en werd ze met een groot aantal voorkeurstemmen tot gemeenteraadslid verkozen. In 2013 werd ze ook lid van het nationaal partijbestuur van Open VLD.
Bij de verkiezingen van 25 mei 2014 stond ze als eerste opvolgster op de Open Vld-lijst voor het Vlaams Parlement in de kieskring West-Vlaanderen. Toen Open Vld-parlementslid Bart Tommelein in oktober 2014 staatssecretaris werd in de federale regering en het Vlaams Parlement verliet, volgde Talpe hem op als Vlaams volksvertegenwoordiger. Na het ontslag van Annemie Turtelboom uit de Vlaamse regering op 29 april 2016, werd Bart Tommelein voorgedragen als haar opvolger. Hij nam daarvoor al op 1 mei ontslag uit de federale regering, terwijl hij pas op 4 mei de eed aflegde als Vlaams minister. Daardoor werd hij tussen  1 en 4 mei automatisch opnieuw Vlaams Volksvertegenwoordiger en bijgevolg verdween Emmily Talpe enkele dagen uit het Vlaams Parlement. Na de eedaflegging van Tommelein als Vlaams minister op 4 mei werd Talpe dan ook opnieuw Vlaams volksvertegenwoordiger. Op 31 december 2018 nam Tommelein ontslag als Vlaams minister om burgemeester van Oostende te worden, waardoor Talpe opnieuw uit het parlement verdween. Tijdens haar eerste periode in het Vlaams Parlement was ze actief in de commissie Economie, Werk, Sociale Economie, Innovatie en Wetenschapsbeleid, waar ze van 2017 tot 2018 ondervoorzitter van was. Daarnaast zetelde ze als plaatsvervanger in de commissie Mobiliteit en Openbare Werken en de commissie Welzijn, Volksgezondheid en Gezin.
Bij de gemeenteraadsverkiezingen van 2018 was Talpe opnieuw lijsttrekker. Ze behaalde het grootste aantal voorkeurstemmen van alle kandidaten. Open Ieper sloot vervolgens een coalitie met sp.a en N-VA. Talpe werd op 1 januari 2019 de eerste vrouwelijke burgemeester van Ieper. Na meer dan honderd jaar kreeg Ieper hiermee ook terug een liberale burgemeester. 
Bij de verkiezingen van 26 mei 2019 stond Talpe op de tweede plaats voor het Vlaams Parlement in de kieskring West-Vlaanderen. Ze werd opnieuw verkozen. Talpe nam zitting in de commissie Buitenlands Beleid, Europese Aangelegenheden, Internationale Samenwerking en Toerisme en werd plaatsvervangend lid van de commissie Binnenlands Bestuur, Gelijke Kansen en Inburgering. Van 2020 tot 2024 was ze eveneens ondervoorzitter van de commissie Landbouw, Visserij en Plattelandsbeleid. Bij de Vlaamse verkiezingen van 9 juni 2024 stond Talpe opnieuw op de tweede plaats, maar ze raakte door de slechte resultaten van Open Vld niet herverkozen.
Bij de lokale verkiezingen van oktober 2024 voerde Emmily Talpe in Ieper de lijst Team Ieper aan, een kartel van haar partij Open Vld met N-VA en CD&V. De lijst behaalde een absolute meerderheid, maar Talpe behaalde minder voorkeurstemmen dan lijstduwer Katrien Desomer van CD&V, die conform het nieuwe lokale kiesdecreet automatisch recht had op het burgemeesterschap. Na het aflopen van haar termijn als burgemeester werd Talpe in december 2024 onder haar opvolgster Desomer eerste schepen. Ze werd onder andere bevoegd voor burgerlijke stand, bevolking, personeel, organisatie, patrimonium, ICT, digitalisering en administratieve vereenvoudiging.